# Fabrizio Faniello
Fabrizio Faniello, maltesisk popartist, född 27 april 1981. Fabrizios syster Claudia Faniello är också en erkänd artist på ön.

## Uppväxt
Faniello föddes som barn till en italiensk far och en maltesisk mor. Hans mamma såg till att han redan som barn fick sånglektioner på musikskolan Phylisianne Brincat. Faniello hade även talang för fotboll, då han spelade i laget Sliema Wanderers samt som 16-åring i Maltas juniorlandslag.

## Eurovision Song Contest
Låtskrivarna Paul och Georgina Abela skrev låten More Than Just a Game till den maltesiska uttagningstävlingen till Eurovision Song Contest 1998 och ville att Faniello skulle sjunga den. Han blev övertalad av sin mor och kom tvåa i uttagningen. Därefter blev han utsedd till Årets manliga artist på Malta.
Efter ytterligare två försök 1999 och 2000 kom så vinsten med Another Summer Night 2001, då han fick åka till Köpenhamn och tävla i Eurovisionsfinalen. Där slutade han på nionde plats.
2004 var han tillbaka i den nationella uttagningen för att pröva lyckan, men slutade på tredje plats. Året därpå ställde han åter upp, men fick då sitt sämsta resultat i tävlingen med en tolfte plats. 2006 gjorde han sitt sjunde framträdande i den maltesiska uttagningen och vann den återigen. Låten I Do tog honom till Aten, men där blev det 24:e och sista plats med en poäng. 
Faniello har även spelat in en ny version av Joachim Bergströms Melodifestivalsbidrag Still Believe med den nya titeln Believe.

## Diskografi
De fyra första albumen har legat på förstaplats på maltesiska försäljningslistan.

### Album
- 2001 - While I'm Dreamin'
- 2004 - When We Danced
- 2005 - Believe
- 2007 - Hits & Clips
- 2011 - No Surrender

### Singlar
- 2004 - I'm In Love (The Whistle Hit)-en cover från John the Whistler
- 2005 - Bye Baby Bye Bye